# Promethium-154
Promethium-154 of 154Pm is een onstabiele radioactieve isotoop van promethium, een lanthanide. De isotoop komt van nature niet op Aarde voor.
Promethium-154 ontstaat onder meer bij het radioactief verval van neodymium-154.
{\displaystyle {\ce {{^{154}_{60}Nd}->{^{154}_{61}Pm}+{e^{-}}+{\bar {\nu }}_{e}}}}

## Radioactief verval
Promethium-154 vervalt door β−-verval naar de stabiele isotoop samarium-154:
{\displaystyle {\ce {{^{154}_{61}Pm}->{^{154}_{62}Sm}+{e^{-}}+{\bar {\nu }}_{e}}}}
De halveringstijd bedraagt 1,7 minuten.
126Pm · 127Pm · 128Pm · 129Pm · 130Pm · 131Pm · 132Pm · 133Pm · 133mPm · 134Pm · 134mPm · 135Pm · 135mPm · 136Pm · 136mPm · 137Pm · 137mPm · 138Pm · 138mPm · 139Pm · 139mPm · 140Pm · 140mPm · 141Pm · 141m1Pm · 141m2Pm · 142Pm · 142mPm · 143Pm · 144Pm · 144m1Pm · 144m2Pm · 145Pm · 146Pm · 147Pm · 148Pm · 148mPm · 149Pm · 149mPm · 150Pm · 151Pm · 152Pm · 152m1Pm · 152m2Pm · 153Pm · 154Pm · 154mPm · 155Pm · 156Pm · 157Pm · 158Pm · 159Pm · 160Pm · 161Pm · 162Pm · 163Pm · 164Pm